# Dianaǃ
Dianaǃ fue un especial de televisión de 1971 de la cantante y actriz estadounidense Diana Ross, producido y emitido por la compañía estadounidense Motown. El especial fue el primero de la artista, ya como solista, y el primero de la década de los 70 para la ex Supreme.
El programa, que se emitió a color el 18 de abril de 1971, tuvo una duración de aproximadamente una hora y contó con la participación del actor y comediante Bill Cosby y el grupo Jackson 5, protegidos de Ross. Para promocionar el especial, la artista lanzó un soundtrack homónimo en marzo de 1971.